# Trần Văn Cung

Trần Văn Cung (1906-1977)

Trần Văn Cung (1906–1977; Quốc Anh) là bí thư Chi bộ Cộng sản đầu tiên tại Việt Nam.

## Tiểu sử
Trần Văn Cung sinh ngày 5 tháng 5 năm 1906 tại làng Kim Khê Trung, tổng Kim Nguyên (nay là xã Nghi Hoa), huyện Nghi Lộc, tỉnh Nghệ An. Cả nhà đều tham gia cách mạng chống Pháp. Anh cả, ông Trần Văn Tăng, tham gia Đảng Tân Việt từng bị bắt và bị kết án hai năm tù và hai năm quản thúc. Còn các em trai là Trần Văn Tụy (Trần Thúc Vinh), Chánh văn phòng Ty công an Hà Tĩnh. Trần Văn Quang (thượng tướng Quân đội Nhân dân Việt Nam) và Trần Văn Bành (đại tá) cũng từng bị bắt giam tại nhà tù Ban Mê Thuột.
Năm 1925/1926, vào học tại trường Quốc học Vinh, Trần Văn Cung sớm trở thành hội viên Hội Hưng Nam. Lúc này ở Quảng Châu (Trung Quốc), Nguyễn Ái Quốc thành lập tổ chức Hội Việt Nam Cách mạng Thanh niên và cho người về nước tuyển lựa những thanh niên yêu nước sang Quảng Châu đào tạo, trong đó có Trần Văn Cung. Trở về nước, Trần Văn Cung gia nhập Kỳ bộ VNCMTN Bắc kỳ.

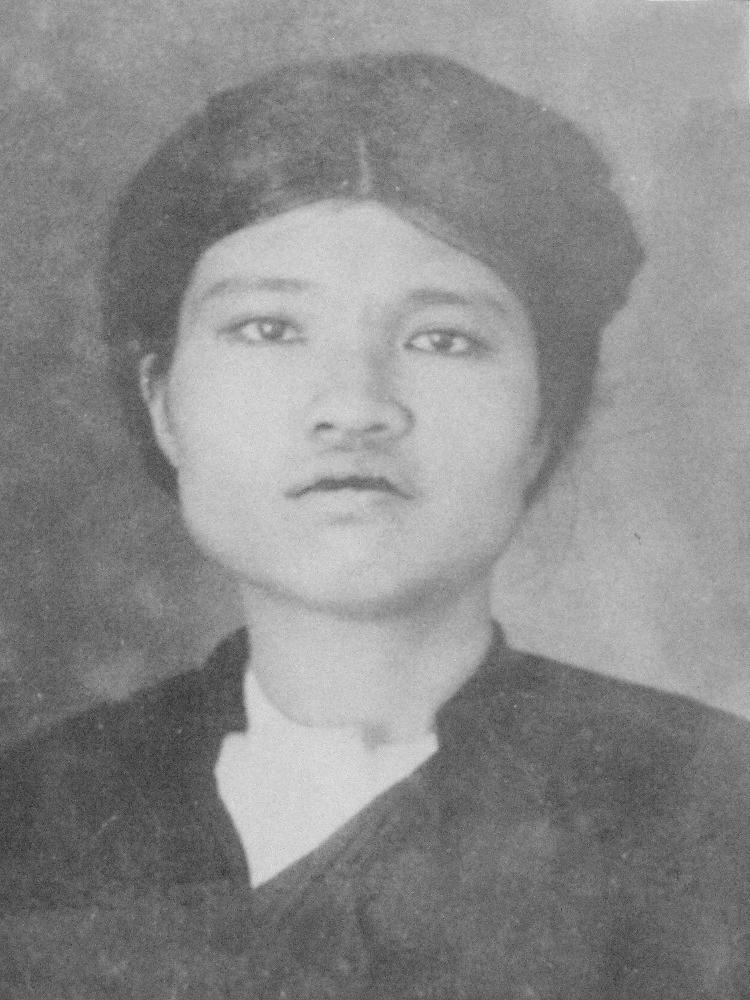
Ảnh bà Trần Thị Liên trong hồ sơ của cơ quan an ninh Pháp

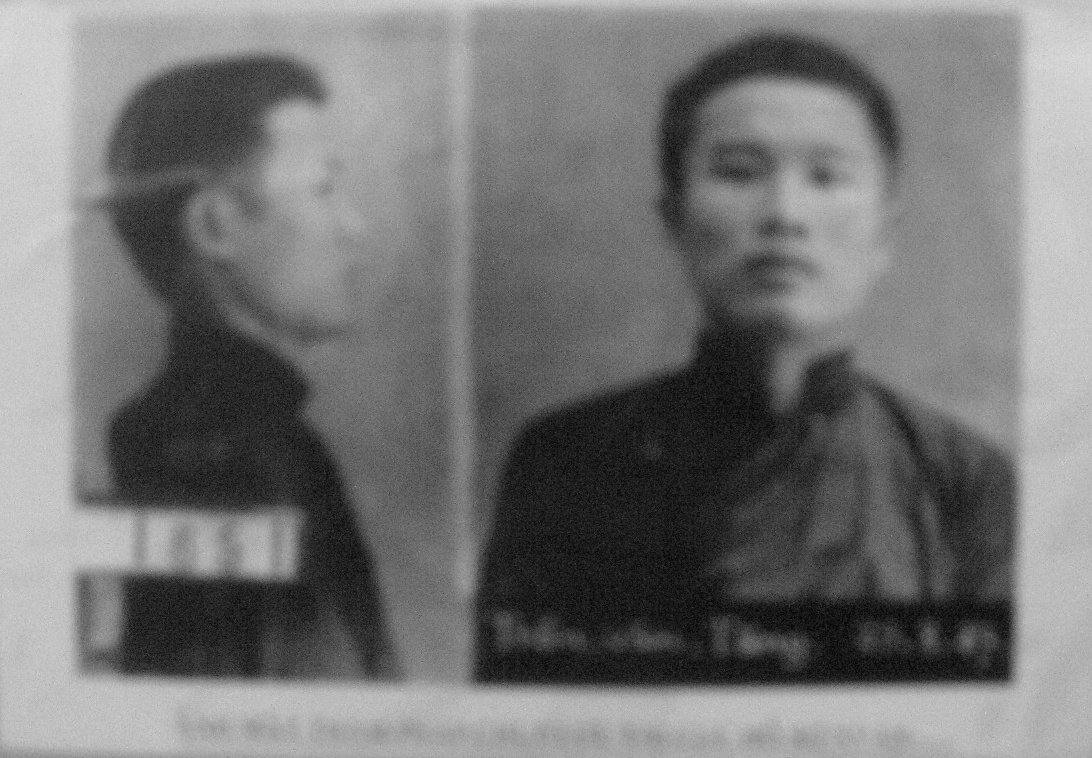
Ảnh ông Trần Văn Tăng trong hồ sơ của cơ quan an ninh Pháp

Tổ chức VNCMTN đã thuê căn nhà 5D Hàm Long (Hà Nội) làm trụ sở hoạt động bí mật và giao cho vợ chồng Trần Văn Cung và Trần Thị Liên trông nom cơ quan. Tại hội nghị ngày 28 tháng 9 năm 1928 ở phố Huế, Trần Văn Cung được bầu làm bí thư Kỳ bộ Bắc kỳ.
Tháng 3 năm 1929, Trần Văn Cung cùng Nguyễn Đức Cảnh, Trịnh Đình Cửu, Đỗ Ngọc Du, Dương Hạc Đính, Ngô Gia Tự, Kim Tôn thành lập nên Chi bộ Cộng sản đầu tiên ở Việt Nam. Chi bộ đặt cho mình nhiệm vụ làm nòng cốt trong việc thành lập một đảng cộng sản ở Việt Nam, phát triển tổ chức đảng ở các địa phương, vận động những người tích cực trong VNCMTN tán thành chủ trương thành lập đảng cộng sản, cử Trần Văn Cung làm bí thư Chi bộ.
Dưới sự lãnh đạo của Chi bộ Cộng sản, đại hội Kỳ bộ VNCMTN Bắc Kỳ họp ngày 28 tháng 3 năm 1929 tán thành chủ trương thành lập một đảng cộng sản và cử đoàn đại biểu gồm Trần Văn Cung, Trịnh Đình Cửu, và Kim Tôn đi dự Đại hội của VNCMTN tại Hồng Kông tháng 5 năm 1929. Do chủ trương chuyển VNCMTN thành Đảng Cộng sản của mình không được Tổng bộ VNTNCM ủng hộ, ba đại biểu này rút khỏi Đại hội về nước. Trần Văn Cung cùng Trịnh Đình Cửu và Kim Tôn bị VNCMTN khai trừ.
Ngày 17 tháng 6 năm 1929, tại số 312 phố Khâm Thiên (Hà Nội), Chi bộ Cộng sản hội nghị và quyết định thành lập Đông Dương Cộng sản Đảng, công bố Chính cương và Tuyên ngôn của đảng, xuất bản báo Búa Liềm. Sau khi thành lập, Ban Chấp hành Trung ương lâm thời đã cử Trần Văn Cung và Nguyễn Phong Sắc vào xây dựng cơ sở của đảng ở Trung Kỳ.

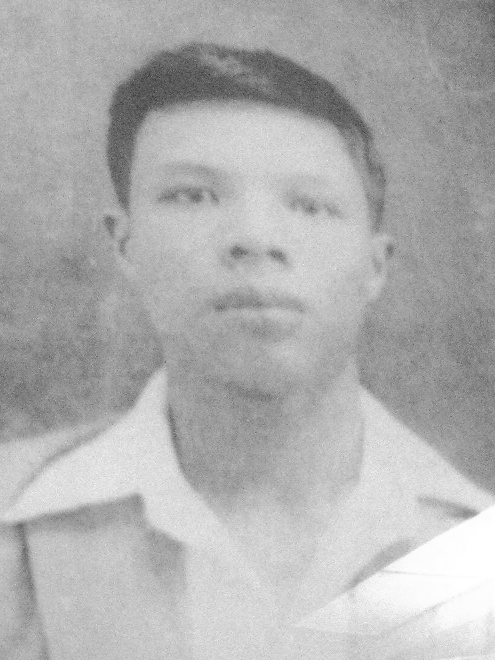
Ảnh Trần Văn Cung trong hồ sơ của cơ quan an ninh Pháp

Cuối năm 1929, Trần Văn Cung bị thực dân Pháp bắt và bị kết án khổ sai chung thân. Tại nhà tù Lao Bảo, Trần Văn Cung luôn tổ chức các cuộc đấu tranh chống sự hà khắc của chế độ lao tù. Thực dân Pháp coi Trần Văn Cung là phần tử nguy hiểm nhất, luôn luôn theo dõi. Theo báo cáo chính trị của Tòa Khâm sứ Trung kỳ quý IV/1929: "Một số tên nguy hiểm vừa bị kết án, được giải đi Lao Bảo ngày 4/12... những tên Trần Văn Cung và Vương Thúc Oánh bị Tòa án Vinh kết án tử hình, chuyển thành khổ sai chung thân đày đi Guy-an và được đưa về Lao Bảo đề chờ ngày chuyển sang xứ thuộc địa đó. Sự có mặt của hai tù chính trị đó tại nhà lao đã làm xáo động sự yên tĩnh của nhà tù. Chúng phải được xem là những kẻ phiến động, nhất là Trần Văn Cung, những việc nổ ra ở Lao Bảo mấy ngày sau khi chúng đến".
Năm 1936, do thắng lợi của Mặt trận Bình dân Pháp và kết quả đấu tranh của nhân dân, thực dân Pháp ở Đông Dương buộc phải thả một số tù chính trị. Cuối năm 1936, Trần Văn Cung được ra tù, tiếp tục hoạt động cách mạng. Đầu năm 1945, Việt Minh Nghệ Tĩnh được thành lập với sự tham gia của Trần Văn Cung. Tháng 8 năm 1945, Cách mạng tháng Tám thành công, Trần Văn Cung công tác ở khối Mặt trận Việt Minh liên tỉnh Nghệ An-Hà Tĩnh, làm bí thư.
Tháng 1 năm 1946, Trần Văn Cung được Đông Dương Cộng sản Đảng và Việt Minh Nghệ An giới thiệu ra tranh cử và trúng đại biểu Quốc hội khu vực Vinh-Bến Thủy. Tại kỳ họp lần thứ hai, Quốc hội khóa I (tháng 11/1946), Trần Văn Cung được bầu vào Ban Thường trực Quốc hội. Đến năm 1957, Trần Văn Cung được Trung ương Đảng Lao động Việt Nam cử làm Hiệu phó - Bí thư Đảng ủy trường Đại học Nhân dân (sau này là trường Đại học Kinh tế Quốc dân).
Trần Văn Cung tạ thế ngày 31 tháng 10 năm 1977 ở tuổi 72, an táng tại Khu Cán bộ cấp cao, nghĩa trang Văn Điển. Ông được nhà nước Việt Nam tặng Huân chương Kháng chiến Hạng nhất.
Vợ của ông là bà Trần Thị Liên, hoạt động cách mạng tại Hội Phụ nữ Trung ương, sau đó làm cán bộ Toà án Tối cao.